# Thoralf Glad
Thoralf Johan Glad (Oslo, 1 de febrero de 1878-Oslo, 19 de julio de 1969) fue un deportista noruego que compitió en vela en la clase 8 Metre. Participó en los Juegos Olímpicos de Estocolmo 1912, obteniendo una medalla de oro en la clase 8 Metre.

## Palmarés internacional
| Juegos Olímpicos | Juegos Olímpicos   | Juegos Olímpicos | Juegos Olímpicos |
| Año              | Lugar              | Medalla          | Clase            |
| ---------------- | ------------------ | ---------------- | ---------------- |
| 1912             | Estocolmo (Suecia) | Medalla de oro   | 8 Metre          |